# Menace
Menace is een videospel dat werd ontwikkeld door DMA Design en uitgegeven door Psygnosis. Het spel kwam in 1988 uit voor de Commodore Amiga. Later volgde ook andere homecomputers.  

## Platforms
| Jaar | Platform                    |
| ---- | --------------------------- |
| 1988 | Amiga                       |
| 1989 | Atari ST, Commodore 64, DOS |

## Ontvangst
| Beoordeeld door                       | Jaar | Platform     | Score |
| ------------------------------------- | ---- | ------------ | ----- |
| ST/Amiga Format                       | 1988 | Amiga        | 90%   |
| The Games Machine (UK)                | 1989 | DOS          | 78%   |
| The Games Machine (UK)                | 1989 | Atari ST     | 75%   |
| ACE (Advanced Computer Entertainment) | 1988 | Amiga        | 68%   |
| ACE (Advanced Computer Entertainment) | 1989 | Commodore 64 | 68%   |
| ACE (Advanced Computer Entertainment) | 1989 | DOS          | 62%   |
| Power Play                            | 1988 | Amiga        | 52%   |
| Power Play                            | 1989 | DOS          | 51%   |
| Zzap! (Italy)                         | 1989 | Commodore 64 | 49%   |
| Power Play                            | 1989 | Commodore 64 | 33%   |